# Actinium(III)sulfide
Actinium(III)sulfide is de binaire chemische verbinding, een zout, tussen het radioactieve element actinium en zwavel. Het zout heeft als formule {\displaystyle {\ce {Ac2S3}}}. De verbinding wordt verkregen als actinium(III)oxalaat 6 minuten bij 1400 °C wordt blootgesteld aan een mengsel van koolstofdisulfide en waterstofsulfide. Met behulp van röntgendiffractie werd aangetoond dat de gevormde verbinding actinium(III)sulfide was.
{\displaystyle {\ce {Ac2(C2O4)3 + 3 H2S -> Ac2S3 + 3 H2O + 3 CO2 + 3 CO}}}